# Jüdische Gemeinde Wilhelmshaven

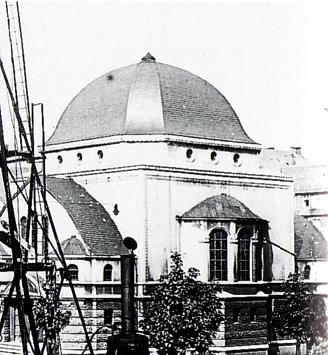
Wilhelmshavener Synagoge um 1920

Die jüdische Gemeinde in Wilhelmshaven bestand bis zum Jahre 1940. Ursprünglich bildete Wilhelmshaven eine Doppelgemeinde mit den Juden der umliegenden Oldenburgischen Dörfer Bant, Heppens und Neuende, welche dann 1911 zur Synagogengemeinde Rüstringen vereinigt wurden. Die jüdischen Gemeinden in Wilhelmshaven und Rüstringen wurden am 1. April 1937 mit der Schaffung Großwilhelmshavens endgültig vereinigt.

## Geschichte
Jüdisches Leben in Wilhelmshaven und Rüstringen lässt sich seit dem Beginn des 19. Jahrhunderts nachweisen. Zunächst sind die Informationen jedoch sehr spärlich. In seinem Buch Die Oldenburger Judenschaft schreibt der ehemalige Landesrabbiner Leo Trepp: "1817 hatte Moses Arons aus Rüstersiel den Cerf Isaac aus Verden als Privatlehrer und Schächter. Der Lehrer ersuchte um weitere Arbeitserlaubnis, sein Arbeitgeber stellte ihm ein Zeugnis aus, konnte es jedoch nur mit zwei Kreuzen unterschreiben."

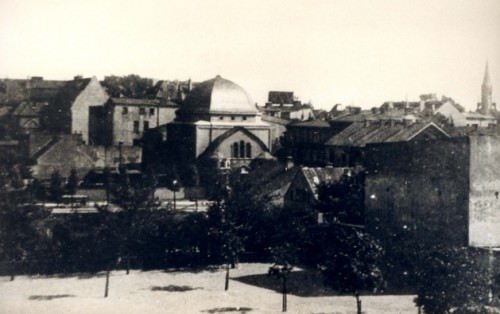
Synagoge inmitten städtischer Bauten (1920)

Um 1870 beginnen die Juden auf dem heutigen Stadtgebiet die Einrichtungen der jüdischen Gemeinde in Neustadtgödens zu nutzen, so etwa die dortige Synagoge. Nach einer Intervention des Emder Landesrabbinats ordnete die Landdrostei Aurich (als nächstgelegene preußische Behörde) an, dass die jüdischen Einwohner Wilhelmshavens der Synagogengemeinde in Neustadtgödens zuzuordnen seien. Ein offizieller Vertrag zwischen der sogenannten „Wilhelmshavener Gruppe“ und der Gemeinde Neustadtgödens wurde am 13. Januar 1876 abgeschlossen. 
Dennoch waren die Juden in Wilhelmshaven mit der Zugehörigkeit zu einer so weit entfernten Synagogengemeinde nicht einverstanden und versuchten fortwährend sich von ihr zu lösen. Zunächst schlossen sie sich der „Freien Religiösen Vereinigung Bant“ an und gründeten in den 1880er Jahren die „Israelitische Vereinigung Wilhelmshaven“. 1899 trat diese geschlossen aus der Gemeinde Neustadtgödens aus. Im Dezember 1900 wurde der Kaufmann Lois Leeser zum ersten Vorsitzenden der Gemeinde gewählt. Am 1. April 1901 wurde die Synagogengemeinde Wilhelmshaven als „Synagogen- und Religionsschulgemeinde mit dem Sitze Wilhelmshaven“ vom Regierungspräsidenten in Aurich als unabhängig anerkannt. 

### Geschichte der Wilhelmshavener Synagoge
Die junge Gemeinde nutzte für ihre Gottesdienste noch einen angemieteten Betraum im Hotel „Berliner Hof“. Ein erstes eigenständiges Bethaus wurde am 28. Februar 1902 in der Börsenstraße eingeweiht. Dieses wurde auch von den Juden in den benachbarten oldenburgischen Orten Bant, Heppens und Neuende mitgenutzt. Auch wenn zwischen den Gemeinden gute Beziehungen bestanden, hatte jede ihren eigenen Vorstand. Die Juden in den Oldenburgischen Gebieten, die 1911 zur Synagogengemeinde Rüstringen zusammengefasst wurden, unterstanden zudem dem Landesrabbinat in Oldenburg, während die Wilhelmshavener Juden zum Landesrabbinat in Emden zählten. 
Die Doppelgemeinde wuchs stetig und so begannen die Planungen zur Errichtung eines Synagogengebäudes. Dafür erwarb die Gemeinde in Wilhelmshaven ein Grundstück in zentraler Lage an der Ecke Börsen-/Parkstraße. 1913 begannen die Bauarbeiten, nachdem die Regierung in Aurich die dafür erforderlichen Darlehen genehmigt hatte. Trotz des Kriegsausbruches gingen die Arbeiten stetig voran und so konnte die Synagoge am 22. September 1915 durch den Oldenburger Rabbiner David Mannheimer geweiht werden. Der repräsentative Bau der zu diesem Zeitpunkt nach wie vor kleinen Gemeinde lag an der Kreuzung Börsen-/Ecke Parkstraße und kostete 130.000 Mark (ℳ). In Anlehnung an die Synagoge in Essen vereinte er Elemente des Jugendstils und Neobarock miteinander und diente auch den jüdischen Marinesoldaten als Gotteshaus. Es enthielt unter anderem ein traditionelles Tauchbad (Mikwe). 
Das Untergeschoss der Synagoge war mit Bossenquadern verkleidet. Darüber erhob sich ein fast quadratischer Bau, der in Ziegeln gemauert und verputzt war; auf einem sehr niedrigen Tambour saß das hohe Kuppeldach. Die Fenster des Gebäudes waren, was in Synagogen sehr selten ist, mit figuralen Szenen geschmückt. An der Ostseite waren die Gebotstafeln, der Davidstern und ein goldener Becher dargestellt; an der Westseite Moses mit der Gebotstafeln, eine Krone und der Sabbatleuchter; die beiden anderen Seiten waren mit symbolischen Darstellungen der zwölf Stämme Israels dekoriert. Insgesamt bot die Synagoge Platz für 400 Personen, was für die Doppelgemeinde viel zu groß war. Mit 239 Personen wurde 1925 der Höchststand erreicht.
1933 waren in Wilhelmshaven-Rüstringen 191 jüdische Personen registriert. Bis zum Jahr 1938 verließen aufgrund der zunehmenden Entrechtung im Nationalsozialismus etwa 100 Juden die Stadt. In der Reichspogromnacht am 10. November 1938 wurde die Synagoge vermutlich durch eine größere Menge ausgegossenes Benzin in Brand gesetzt. Die Feuerwehr war lediglich zur Sicherung der umliegenden Gebäude anwesend, bekämpfte das Feuer in der Synagoge jedoch nicht. Da der Brand zunächst nicht die erwartete Wirkung zeigte, wurde er nach Tagesanbruch erneut gelegt. Er zerstörte den Dachstuhl und den Rest des Gebäudes völlig. Gleichzeitig mit der Zerstörung der Synagoge wurden die bis dahin noch bestehenden jüdischen Geschäfte sowie jüdische Wohnhäuser verwüstet oder zerstört. Zahlreiche jüdische Einwohner wurden aus ihren Wohnungen geholt und in sogenannte Schutzhaft genommen. Die insgesamt 34 Männer wurden in die damalige „Jahn-Halle“ verbracht und von dort aus in das KZ Sachsenhausen verbracht. Bis Mai 1939 konnten weitere 45 jüdische Einwohner der Stadt emigrieren. Die noch verbliebenen wurden in den folgenden Jahren deportiert und ermordet.

## Gemeindeentwicklung
Die jüdischen Gemeinden in Wilhelmshaven und Rüstringen wurden am 1. April 1937 mit der Schaffung Großwilhelmshavens endgültig vereinigt. Die Juden in Bant, Heppens und Neuende wurden 1911 zur Synagogengemeinde Rüstringen vereinigt.   
| Jahr | Wilhelmshaven | Bant          | Heppens       | Neuende       |
| ---- | ------------- | ------------- | ------------- | ------------- |
| 1840 | -             | -             | -             | 5             |
| 1850 | -             | -             | -             | 4             |
| 1855 | -             | -             | -             | 7             |
| 1858 | -             | -             | 3             | unbek.        |
| 1880 | -             | 8             | unbek.        | unbek.        |
| 1885 | 47            | 9             | 10            | 8             |
| 1890 | unbek.        | 20            | unbek.        | unbek.        |
| 1895 | 76            | unbek.        | unbek.        | unbek.        |
| 1900 | unbek.        | 37            | unbek.        | unbek.        |
| 1905 | 103           | unbek.        | unbek.        | unbek.        |
| Jahr | Wilhelmshaven | Rüstringen    | Rüstringen    | Rüstringen    |
| 1925 | 127           | 112           | 112           | 112           |
| 1933 | 109           | 82            | 82            | 82            |
| Jahr | Wilhelmshaven | Wilhelmshaven | Wilhelmshaven | Wilhelmshaven |
| 1939 | 75            | 75            | 75            | 75            |

## Gedenkstätten

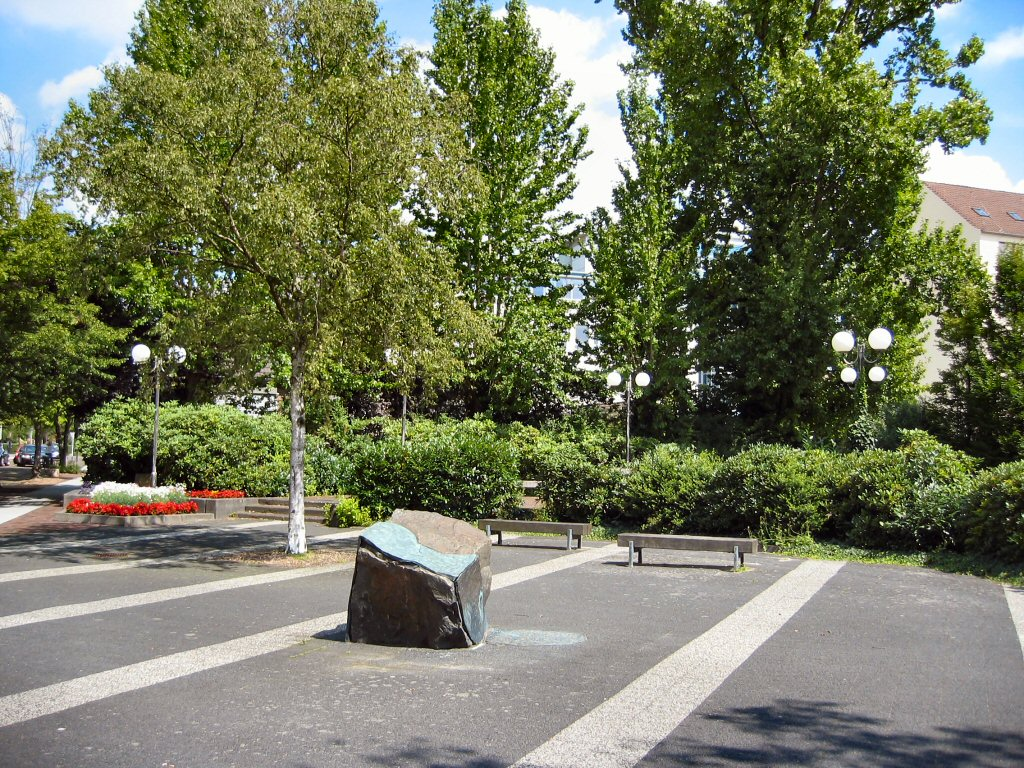
Gedenkstätte Synagogenplatz

An die Judenverfolgung erinnern in Wilhelmshaven der Synagogenplatz an der Börsenstraße/Ecke Parkstraße und eine Gedenktafel in der ehemaligen „Jahn-Halle“. 
Der Synagogenplatz, er befindet sich auf dem Grundstück der ehemaligen Synagoge, wurde in den 1970er Jahren als Gedenkstätte hergerichtet. Am 10. November 1980 wurde zusätzlich zu der schon vorhandenen Bodeninschrift eine Informationstafel aufgestellt: „Synagogenplatz - eingeweiht am 10. November 1980 - zur Erinnerung an die im Jahre 1915 erbaute Synagoge. Sie wurde in der Reichskristallnacht am 9. November 1938 von der NSDAP niedergebrannt und zerstört“. Jährlich zum Jahrestag der Pogromnacht veranstaltet die Stadt Wilhelmshaven zusammen mit dem Deutschen Gewerkschaftsbund und den evangelischen und katholischen Kirchengemeinden Wilhelmshavens eine Gedenkfeier auf dem Synagogenplatz. Die Gedenkfeier beginnt traditionell um 18:00 Uhr mit einem ökumenischen Abendgebet in einer der Wilhelmshavener Kirchen. Anschließend folgt ein Schweigegang von der jeweiligen Kirche zum Synagogenplatz. Hier wird mit einer Kranzniederlegung und kurzen Ansprachen dem Ereignis gedacht.
Am 9. November 2008 wurden auf dem Synagogenplatz zwei Namensstelen mit Bronzetafeln aufgestellt. Die Namensstelen, die von dem Künstler Hartmut Wiesner entworfen wurden, tragen die Namen der 113 Wilhelmshavener Juden, die im Holocaust getötet wurden. Die Aufstellung erfolgte auf Initiative des „Arbeitskreises Synagogenplatz“, dem Kirchen, Gewerkschaften und die Stadt Wilhelmshaven angehören. Zusätzlich wurde auf dem Synagogenplatz der Grundriss der ehemaligen Synagoge durch helle Steine nachgezeichnet. Eine neue Hinweistafel erläutert Details zum Synagogengebäude.

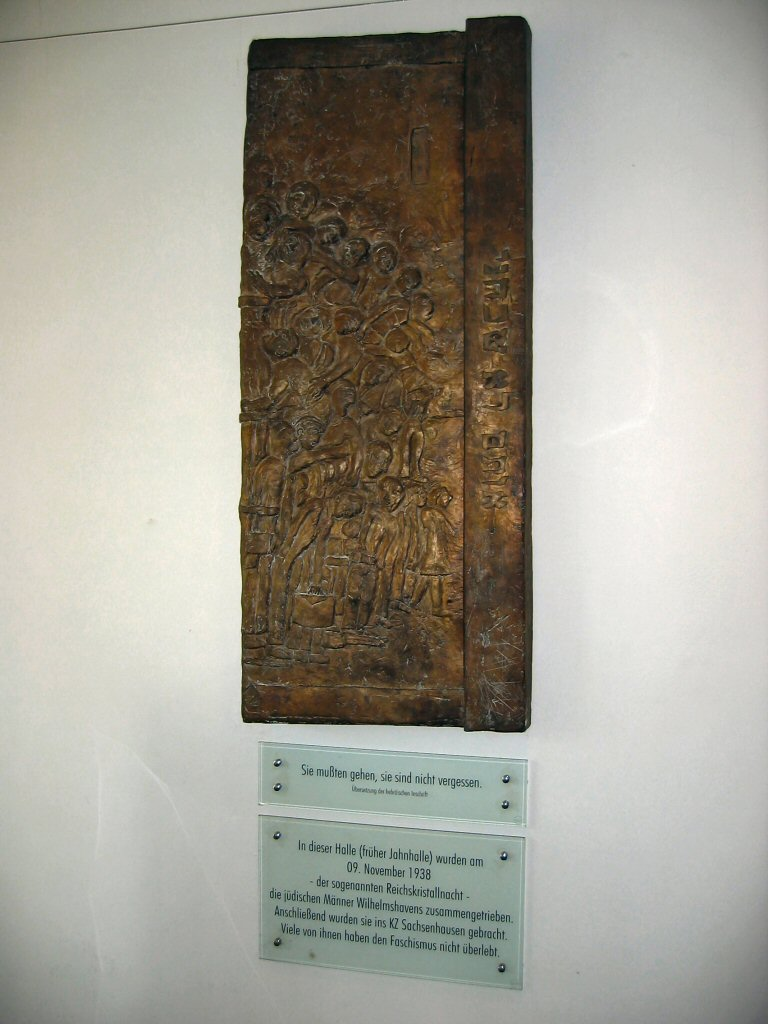
Gedenktafel in der ehemaligen Jahn-Halle

Die Gedenktafel wurde 2000 von der Sander Künstlerin Traud'l Knoess geschaffen und befindet sich in der ehemaligen „Jahn-Halle“, in der die jüdischen Mitbewohner zunächst verbracht wurden. Das Gebäude wird heute vom Küstenmuseum Wilhelmshaven genutzt. Im öffentlich zugänglichen Eingangsbereich dieser Einrichtung befindet sich die Gedenktafel aus Bronze mit der hebräischen Inschrift „Sie mussten gehen, sie sind nicht vergessen“.

## Zitatquellen
1. ↑   Leo Trepp, Die Oldenburger Judenschaft. Bild und Vorbild jüdischen Seins und Werdens in Deutschland, Oldenburg 1973, S. 167.
2. ↑  Herbert Obenaus (Hrsg.): Historisches Handbuch der Jüdischen Gemeinden in Niedersachsen und Bremen. Wallstein, Göttingen 2005. ISBN 3-89244-753-5, S. 1552
3. ↑   Hartmut Büsing, ... so viel' unnennbare Leiden erduldet. Zur Geschichte der Rüstringer und Wilhelmshavener Juden, Wilhelmshaven 1986, S. 35 f.
4. ↑  Die Synagoge in Wilhelmshaven auf alemannia-judaica.de
5. ↑  Hartmut Büsing, ... so viel' unnennbare Leiden erduldet. Zur Geschichte der Rüstringer und Wilhelmshavener Juden, Wilhelmshaven 1986, S. 123.